# Leptodermis pumila
Leptodermis pumila är en måreväxtart som beskrevs av Hsien Shui Lo. Leptodermis pumila ingår i släktet Leptodermis och familjen måreväxter. Inga underarter finns listade i Catalogue of Life.